# NGC 5966
NGC 5966 este o quasar situată în constelația Boarul. A fost descoperită în 18 martie 1787 de către William Herschel.